# Củ cải đường
Củ cải đường, loài trồng trọt Beta vulgaris, là loài thực vật mà rễ của chúng chứa hàm lượng sucrose cao. Chúng phù hợp với đất đen, đất phù sa, trồng nhiều ở miền ôn đới và cận nhiệt như ở Pháp, Ba Lan, Cộng Hòa Liên Bang Đức, Hoa Kỳ,... Nó được trồng thương mại để sản xuất đường,  Củ cải đường và loài gieo trồng khác là B. vulgaris, như củ dền và chard, có cùng tổ tiên trong tự nhiên là sea beet (Beta vulgaris maritima).